# Dialeurolonga multipori
Dialeurolonga multipori là một loài côn trùng cánh nửa trong họ Aleyrodidae, phân họ Aleyrodinae.
Dialeurolonga multipori được Dubey & Sundararaj miêu tả khoa học đầu tiên năm 2006.